# Шеридан (округ, Вайомінг)
44°47′ пн. ш. 106°53′ зх. д. / 44.79° пн. ш. 106.88° зх. д.
Шеридан (англ. Sheridan County) — округ (графство) на півночі штату Вайомінг у США. Ідентифікатор округу 56033. За даними перепису населення США 2010 року в окрузі проживає 29 116 людей.

## Історія
Округ утворений 1888 року.

## Демографія
За даними перепису 2000 року,
на території округу мешкало 26560 людей,
було 11167 садиб та 7079 сімей, було 12577 житлових будинків.
З 11167 садиб у 28,40% проживали діти до 18 років, подружніх пар, що мешкали разом, було 52,00 %,
садиб, у яких господиня не мала чоловіка - 8,20 %, садиб без сім'ї - 36,60 %.
Власники 30,90 % садиб мали вік, що перевищував 65 років, а в 12,50 % садиб принаймні одна людина була старшою за 65 років.
Кількість людей у середньому на садибу становила 2,31, а в середньому на родину 2,90.
Середній річний дохід на садибу був 34 538 доларів США, а на родину - 42 669 доларів США.
Чоловіки мали дохід 31 381 доларів, жінки - 20 354 доларів.
Дохід на душу населення був 19 407 доларів.
Приблизно 8,60 % родин та 10,70 % населення жили за межею бідності.
Серед них осіб до 18 років було 14,40 %, і понад 65 років - 6,40 %.
Середній вік населення становив 41 років.

## Громади

### Міста
- Шеридан

### Містечка
- Клермонт
- Дейтон
- Ренчестер

### Місця виділені для статистичного аналізу
- Арвада
- Біґ-Горн
- Паркмен
- Сторі

### Інші громади
- Беннер
- Лейтер
- Вульф
- Ваярно

## Суміжні округи
- Біґ-Горн, Монтана — північ
- Роудер-Рівер, Монтана — північний схід
- Кемпбелл — схід
- Джонсон — південь
- Біґ-Горн — захід

## Виноски
1. ↑  Census of Population and Housing. Census.gov. Архів оригіналу за 19 липня 2018. Процитовано 4 червня 2016.
2. ↑  American FactFinder. Бюро перепису населення США. Архів оригіналу за 26 лютого 2012. Процитовано 31 січня 2008. [Архівовано 2008-05-21 у Wayback Machine.]